# U-19-Fußball-Europameisterschaft der Frauen 2015
Die Endrunde der 18. U-19-Fußball-Europameisterschaft der Frauen wurde  2015 in Israel ausgetragen. Es war das erste Frauenfußballturnier der UEFA in Israel. Acht Mannschaften traten zunächst in einer Gruppenphase in zwei Gruppen und danach im K.-o.-System gegeneinander an. Spielberechtigt waren Spielerinnen, die am 1. Januar 1996 oder später geboren wurden.
Dieses Turnier diente zugleich als Qualifikation für die vier Endrundenplätze, die der UEFA bei der U-20-Weltmeisterschaft 2016 in Papua-Neuguinea zustanden und die von den vier Halbfinalisten eingenommen wurden.

## Modus
Bei der Endrunde bildeten die acht Mannschaften zwei Gruppen zu je vier Mannschaften. In der Gruppenphase spielte jede Mannschaft innerhalb der Gruppe einmal gegen jede andere. Für einen Sieg gab es drei Punkte und für ein Unentschieden einen Punkt. Nach Abschluss der Vorrundenspiele qualifizierten sich die Gruppensieger und Gruppenzweiten für das Halbfinale.
Bei Punktgleichheit mehrerer Mannschaften in den Gruppenspielen wurden die Positionen zunächst anhand der größeren Zahl der Punkte aus den direkten Begegnungen ermittelt. War diese gleich, wird zunächst die Tordifferenz und danach die Anzahl der erzielten Tore in den direkten Begegnungen verglichen. Waren dann immer noch zwei oder mehrere Mannschaften gleichauf, wurden als nächste Kriterien die Tordifferenz aus allen Spielen und dann die Anzahl der insgesamt erzielten Tore verglichen. Letztes Kriterium war die Fair-Play-Wertung.
Ab dem Halbfinale wurde das Turnier im K.-o.-System fortgesetzt. Spiele, die nach Ablauf der regulären Spielzeit unentschieden endeten, wurden um zweimal zehn Minuten verlängert. War auch nach der Verlängerung kein Sieger gefunden, wurde die Entscheidung im Elfmeterschießen gesucht. Die reguläre Spielzeit bei allen Spielen betrug zweimal 45 Minuten.

## Teilnehmer

### Qualifikation

#### 1. Runde
Israel war als Ausrichter automatisch qualifiziert. Deutschland (Rekordsieger), England und Frankreich (Sieger 2013) erhielten eine Wildcard für die 2. Qualifikationsrunde als die Mannschaften auf den ersten drei Plätzen der UEFA-Rangliste. Die übrigen 44 gemeldeten Nationalmannschaften wurden am 20. November 2013 auf elf Gruppen zu je vier Mannschaften aufgeteilt.
Die Spiele fanden in der Form von Miniturnieren zwischen dem 13. und 18. September 2014 statt, wobei zuvor festgelegt wurde, dass falls Georgien und Russland in eine Gruppe gelost würden, das Turnier dieser Gruppe nicht in Georgien oder Russland stattfinden würde. Dieser Fall trat aber nicht ein.
Bei der Auslosung am 20. November 2013 wurden  die Schweiz und Österreich zusammen mit der Slowakei und Bulgarien in Gruppe 11 gelost. Gastgeber des vom 13. bis 18. September 2014 stattgefundenen Miniturnieres war Bulgarien.
Die Gruppensieger und die 10 besten Gruppenzweiten erreichten automatisch die 2. Qualifikationsrunde. Die 21 Mannschaften plus Deutschland, England und Frankreich wurden für die 2. Qualifikationsrunde auf sechs Gruppen zu je vier Mannschaften aufgeteilt.

#### 2. Runde
In dieser Qualifikationsphase (Eliterunde), die am 19. November 2014 in Nyon ausgelost wurde und in der zwischen dem 4. und 9. April 2015 jeweils vier Mannschaften eine einfache Punktrunde austrugen, kam es zu folgender Gruppeneinteilung (die jeweiligen Gastgeberinnen sind fett gedruckt). Die sechs Gruppensieger und der Gruppenzweite mit der besten Bilanz gegen den jeweiligen Gruppenersten und -dritten qualifizierten sich neben Gastgeber Israel für die Endrunde vom 15. bis zum 27. Juli 2015.
- Gruppe 1:  Spanien,  Finnland,  Portugal,  Türkei – Gruppensieger: Spanien
- Gruppe 2:  Schweden,  Italien,  Österreich,  Serbien – Gruppensieger: Schweden
- Gruppe 3:  Frankreich,  Russland,  Island,  Rumänien – Gruppensieger: Frankreich
- Gruppe 4:  England,  Schweiz,  Norwegen,  Nordirland – Gruppensieger: England
- Gruppe 5:  Deutschland,  Belgien,  Schottland,  Ukraine – Gruppensieger: Deutschland
- Gruppe 6:  Niederlande (Titelverteidiger),  Dänemark,  Tschechien,  Slowenien – Gruppensieger: Dänemark

Spielorte in der „deutschen Gruppe“ waren Forst und Schwetzingen.
In Gruppe 4 kam es am Abend des letzten Spieltags zu einer Wiederholung – allerdings nur der letzten Minuten – der Begegnung zwischen Norwegen und England, weil im ersten Spiel (Endstand 2:1) die deutsche Schiedsrichterin Marija Kurtes einen Regelverstoß begangen hatte, indem sie während der Nachspielzeit einen unkorrekt verwandelten Strafstoß für die Engländerinnen nicht hatte wiederholen lassen. Die „Nachholminuten“ begannen mit der erneuten Ausführung dieses Elfmeters, der diesmal regelkonform verwandelt wurde. Durch dieses 2:2 qualifizierten sich die Britinnen für die EM-Endrunde, aber auch Norwegen gelang dies als bestem Gruppenzweiten.

## Endturnier

### Teilnehmer
| - Israel (Gastgeber) - Spanien - Schweden - Frankreich | - Deutschland - Dänemark - England - Norwegen (bester Gruppenzweiter) |

### Spielorte
| Lod |

| Netanja |

| Ramla |

| Rischon LeZion |

| Lod |

| Netanja |

| Ramla |

| Rischon LeZion |

### Vorrunde
Die Auslosung der Gruppen für die Vorrunde fand am 20. Mai in Haifa in der Halbzeitpause des israelischen Pokalfinals statt.

#### Gruppe A
| Pl. | Land       | Sp. | S | U | N | Tore    | Diff. | Punkte |
| --- | ---------- | --- | - | - | - | ------- | ----- | ------ |
| 1.  | Frankreich | 3   | 3 | 0 | 0 | 006:000 | +6    | 09     |
| 2.  | Schweden   | 3   | 2 | 0 | 1 | 004:100 | +3    | 06     |
| 3.  | Dänemark   | 3   | 1 | 0 | 2 | 002:300 | −1    | 03     |
| 4.  | Israel     | 3   | 0 | 0 | 3 | 001:900 | −8    | 0      |

|                                                  |   |            |           |
| Mi., 15. Juli 2015 in Lod                        |   |            |           |
| Israel                                           | – | Schweden   | 0:3 (0:2) |
| Mi., 15. Juli 2015 um 18:30 Uhr in Netanya       |   |            |           |
| Frankreich                                       | – | Dänemark   | 1:0 (0:0) |
| Sa., 18. Juli 2015 um 18:30 Uhr in Rishon LeZion |   |            |           |
| Schweden                                         | – | Dänemark   | 1:0 (1:0) |
| Sa., 18. Juli 2015 um 20:15 Uhr in Netanya       |   |            |           |
| Israel                                           | – | Frankreich | 0:4 (0:2) |
| Di., 21. Juli 2015 in Lod                        |   |            |           |
| Dänemark                                         | – | Israel     | 2:1 (1:1) |
| Di., 21. Juli 2014 in Netanya                    |   |            |           |
| Schweden                                         | – | Frankreich | 0:1 (0:1) |

#### Gruppe B
| Pl. | Land        | Sp. | S | U | N | Tore    | Diff. | Punkte |
| --- | ----------- | --- | - | - | - | ------- | ----- | ------ |
| 1.  | Deutschland | 3   | 2 | 0 | 1 | 003:300 | ±0    | 06     |
| 2.  | Spanien     | 3   | 2 | 0 | 1 | 007:200 | +5    | 06     |
| 3.  | Norwegen    | 3   | 1 | 1 | 1 | 002:400 | −2    | 04     |
| 4.  | England     | 3   | 0 | 1 | 2 | 002:500 | −3    | 01     |

|                                                  |   |             |           |
| Mi., 15. Juli 2015 um 18:30 Uhr in Rishon LeZion |   |             |           |
| England                                          | – | Deutschland | 1:2 (1:1) |
| Mi., 15. Juli 2015 um 18:30 Uhr in Ramla         |   |             |           |
| Spanien                                          | – | Norwegen    | 4:0 (3:0) |
| Sa., 18. Juli 2015 um 18:30 Uhr in Ramla         |   |             |           |
| England                                          | – | Spanien     | 1:3 (1:0) |
| Sa., 18. Juli 2015 um 18:30 Uhr in Lod           |   |             |           |
| Deutschland                                      | – | Norwegen    | 0:2 (0:2) |
| Di., 21. Juli 2015 um 18:30 Uhr in Ramla         |   |             |           |
| Norwegen                                         | – | England     | 0:0       |
| Di., 21. Juli 2015 um 18:30 Uhr in Rishon LeZion |   |             |           |
| Deutschland                                      | – | Spanien     | 1:0 (1:0) |

### Halbfinale
|                    |   |          |                                 |
| Fr., 24. Juli 2015 |   |          |                                 |
| Frankreich         | – | Spanien  | 1:1 n. V. (1:1, 1:1), 4:5 i. E. |
| Fr., 24. Juli 2015 |   |          |                                 |
| Deutschland        | – | Schweden | 3:3 n. V. (3:3, 1:2), 2:4 i. E. |

Spanien, Schweden, Frankreich und Deutschland haben sich damit für die U-20-Weltmeisterschaft 2016 in Papua-Neuguinea qualifiziert.

### Finale
|                               |   |          |           |
| Mo., 27. Juli 2015 in Netanya |   |          |           |
| Spanien                       | – | Schweden | 1:3 (0:2) |

## Beste Torschützinnen
Nachfolgend aufgelistet sind die besten Torschützinnen der Endrunde. Bei Torgleichheit erfolgt die Sortierung alphabetisch.
| Rang | Spielerin               | Tore |
| ---- | ----------------------- | ---- |
| 1    | Stina Blackstenius      | 6    |
| 2    | Marie-Charlotte Léger   | 3    |
|      | Alba Redondo            | 3    |
| 4    | Filippa Angeldal        | 2    |
|      | Nina Ehegötz            | 2    |
|      | Pilar Garrote           | 2    |
|      | Rebecca Knaak           | 2    |
|      | Nicoline Sørensen       | 2    |
| 9    | 14 weitere Spielerinnen | 1    |

Hinzu kamen drei Eigentore.

## Schiedsrichterinnen
Kurz vor der Endrunde nominierte die UEFA sechs Schiedsrichterinnen sowie acht Assistentinnen und zwei vierte Offizielle. Zusätzlich wurden drei Reserve-Schiedsrichterinnen nominiert.
| Schiedsrichterinnen | Assistentinnen      | Vierte Offizielle |
| ------------------- | ------------------- | ----------------- |
| Esther Azzopardi    | Biljana Atanasovski | Lilach Asulin     |
| Lorraine Clark      | Stephanie Forde     | Vesna Budimir     |
| Rhona Daly          | Fijke Hoogendijk    |                   |
| Eleni Lampadariou   | Susanne Küng        |                   |
| Lina Lehtovaara     | Mihaela Țepușă      |                   |
| Ana Minić           | Katalin Török       |                   |
|                     | Jasmina Tupaja      |                   |
|                     | Diana Vanaga        |                   |

## Deutscher Kader
Bundestrainerin Maren Meinert nominierte für die Endrunde folgenden Kader:
| Nr. | Spielerin            | Geburtsdatum | Position   | Verein                 |
| --- | -------------------- | ------------ | ---------- | ---------------------- |
| 01  | Lena Pauels          | 02.02.1998   | Tor        | SGS Essen              |
| 02  | Michaela Brandenburg | 17.12.1997   | Abwehr     | VfL Wolfsburg          |
| 03  | Felicitas Rauch      | 30.04.1996   | Mittelfeld | 1. FFC Turbine Potsdam |
| 04  | Joelle Wedemeyer     | 12.08.1996   | Abwehr     | VfL Wolfsburg          |
| 05  | Rebecca Knaak        | 23.06.1996   | Abwehr     | Bayer 04 Leverkusen    |
| 06  | Rieke Dieckmann      | 16.08.1996   | Mittelfeld | SV Meppen              |
| 07  | Jasmin Sehan         | 16.06.1997   | Sturm      | VfL Wolfsburg          |
| 08  | Jenny Gaugigl        | 22.08.1996   | Mittelfeld | FC Bayern München      |
| 09  | Nina Ehegötz         | 22.02.1997   | Sturm      | 1. FC Köln             |
| 10  | Laura Freigang       | 01.02.1998   | Sturm      | TSV Schott Mainz       |
| 11  | Lea Schüller         | 12.11.1997   | Mittelfeld | SGS Essen              |
| 12  | Carina Schlüter      | 08.11.1996   | Tor        | VfL Bochum             |
| 13  | Isabella Hartig      | 12.08.1997   | Abwehr     | FC Bayern München      |
| 14  | Johanna Tietge       | 16.04.1996   | Abwehr     | VfL Wolfsburg          |
| 15  | Franziska Jaser      | 20.01.1996   | Abwehr     | SC Freiburg            |
| 16  | Saskia Matheis       | 06.06.1997   | Mittelfeld | 1. FFC Frankfurt       |
| 17  | Pia-Sophie Wolter    | 13.11.1997   | Mittelfeld | Werder Bremen          |
| 18  | Madeline Gier        | 28.04.1996   | Sturm      | SGS Essen              |